# Linha da Costa Leste
A Linha da Costa Leste (em sueco: Ostkustbanan) é uma via férrea que liga Estocolmo a Sundsvall, no norte da Suécia, percorrendo o litoral nordeste do país e ligando as cidades costeiras de Gävle, Söderhamn, Hudiksvall, Sundsvall och Härnösand.

Esta linha compreendia Inicialmente apenas o troço Gävle–Sundsvall, mas hoje em dia abarca o percurso Estocolmo–Härnösand.                                                                                                          

Tem uma extensão de 400 quilômetros, com via dupla entre Estocolmo e Gävle, e via única entre Gävle e Sundsvall. Está totalmente eletrificada. 

Começa em Estocolmo, passa pelas cidades de Uppsala, Gävle, Söderhamn, Hudiksvall e Sundsvall, indo terminar em Härnösand.
Permite ainda uma ligação complementar ao aeroporto de Arlanda, perto de Estocolmo.

## Itinerário
- Estocolmo
- Uppsala
- Gävle
- Hudiksvall
- Sundsvall
- Timrå
- Härnösand

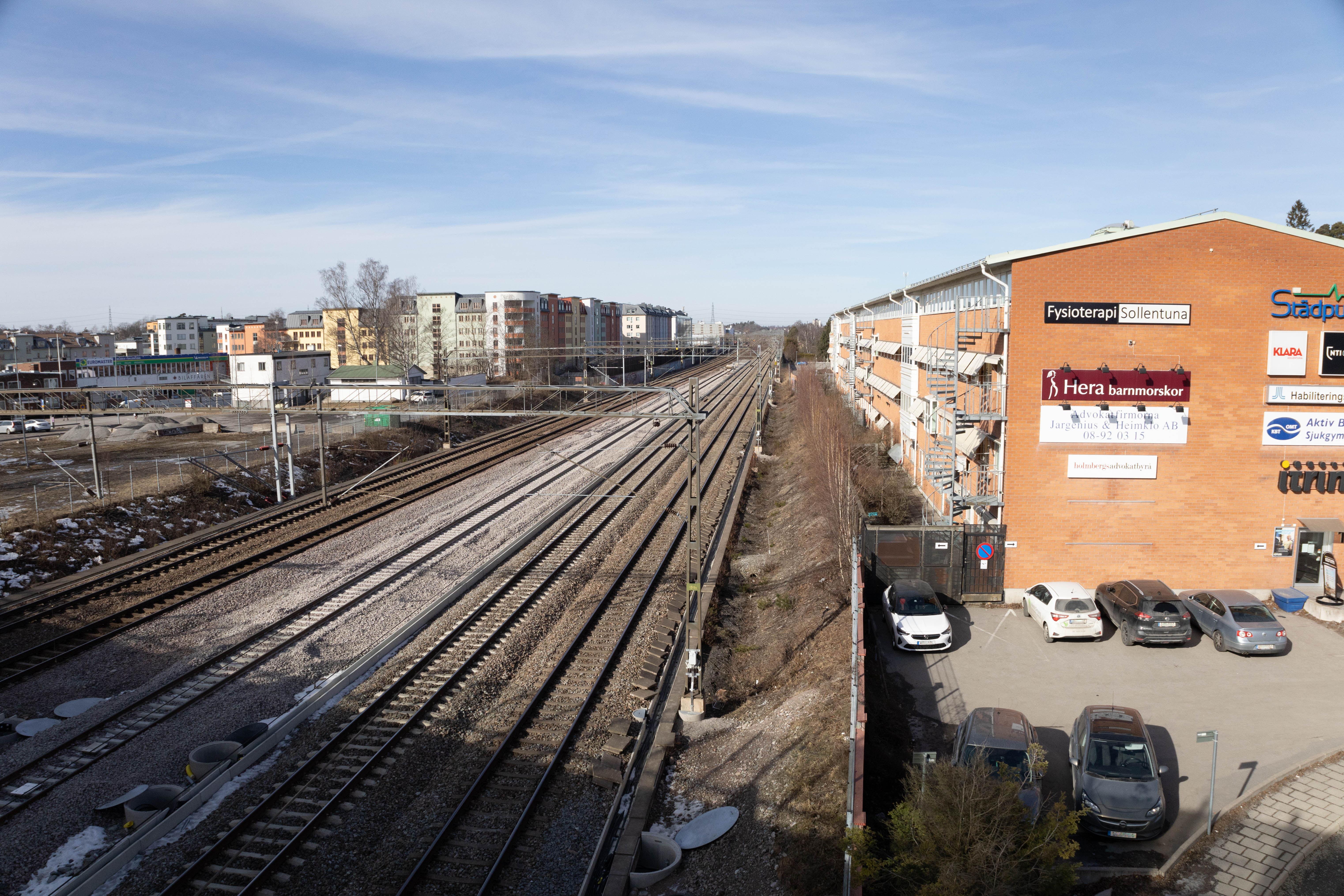
Em Sollentuna
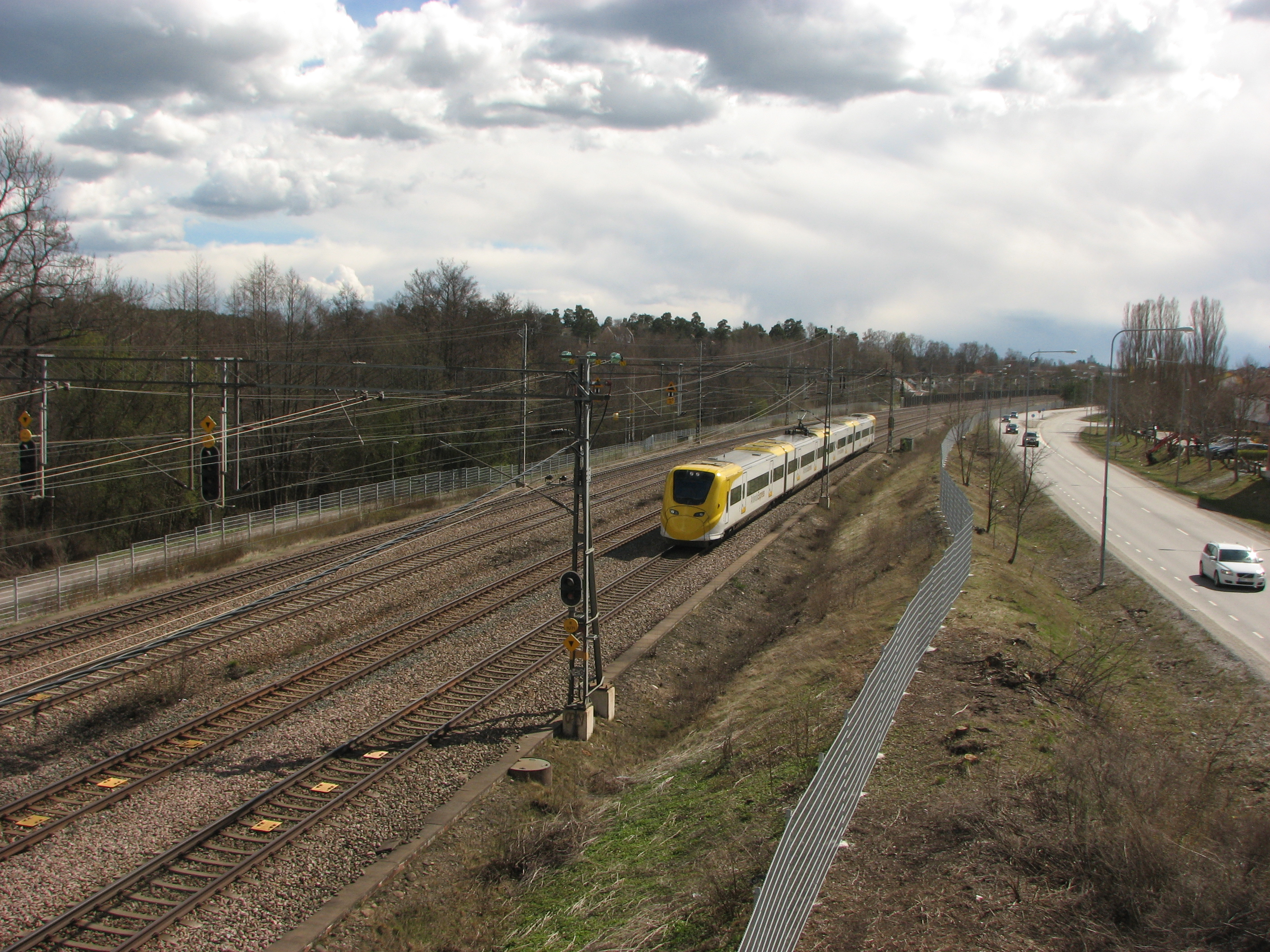
O Expresso de Arlanda em Norrviken
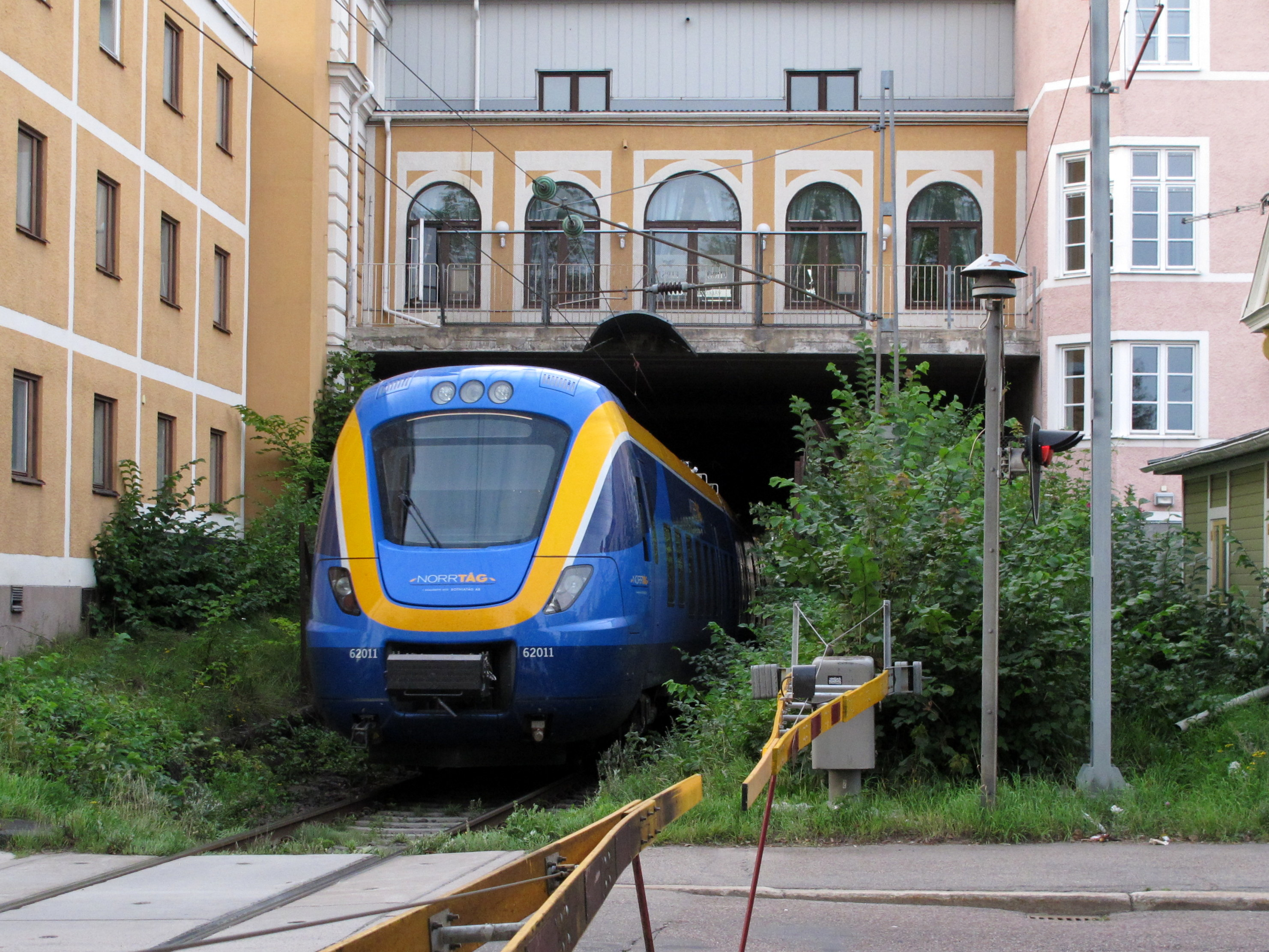
Em Hudiksvall
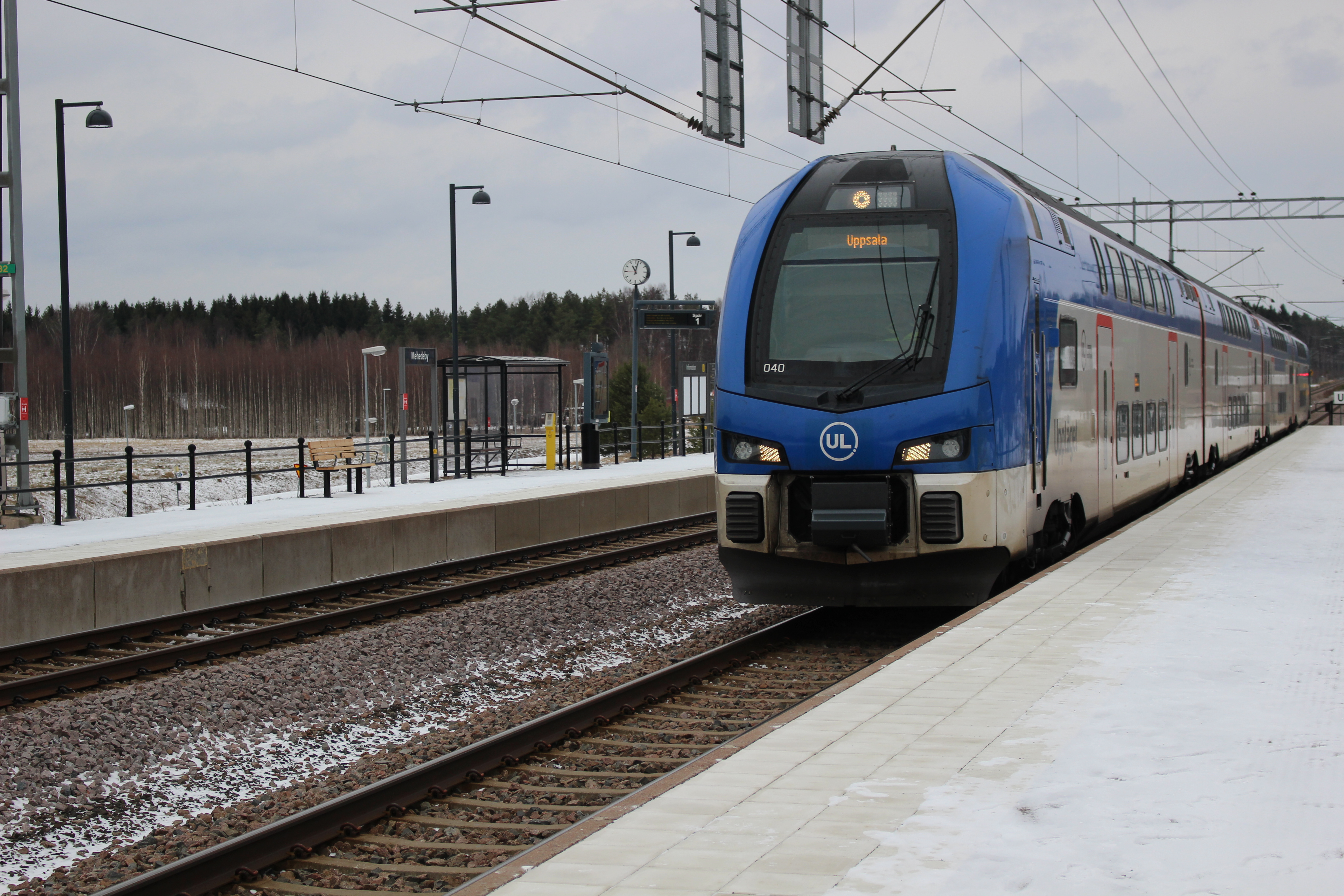
Em Mehedeby